# دزدیدن هاوارد
دزدیدن هاوارد (انگلیسی: Stealing Harvard) فیلمی در ژانر کمدی و درام به کارگردانی بروس مک‌کولوچ است که در سال ۲۰۰۲ منتشر شد.

## بازیگران
- جیسون لی
- توماس گرین
- لزلی من
- دنیس فارینا
- ریچارد جنکینز
- جان کریستوفر مک‌گینلی
- تامی بلانچارد
- مگان مولالی
- بروس مک‌کولوچ
- کریس پن
- مارتین استار
- سیمور کاسل